# WR 31a
WR 31a ist ein Wolf-Rayet-Stern im Sternbild Carina. Es wurde anfänglich vermutet, dass es sich auch um einen planetarischen Nebel handelt, was nach neueren Untersuchungen aber nicht zutrifft.